# Cannomois nitida
Cannomois nitida là một loài thực vật có hoa trong họ Restionaceae. Loài này được (Nees ex Mast.) Pillans mô tả khoa học đầu tiên năm 1928.